# Farm Frites (ciclismo)
La Farm Frites, precedentemente nota come TVM, era una squadra olandese di ciclismo su strada maschile, attiva nel professionismo tra il 1986 ed il 2000.
Diretta negli anni da Cees Priem (1988-1998), Guido Van Calster (1991-1999) e Walter Verlee (1989-1999), ottenne i principali risultati a metà anni 1990 con il velocista Jeroen Blijlevens, capace di vincere tappe in tutti i tre Grandi Giri, e con lo specialista delle classiche Peter Van Petegem.

## Storia

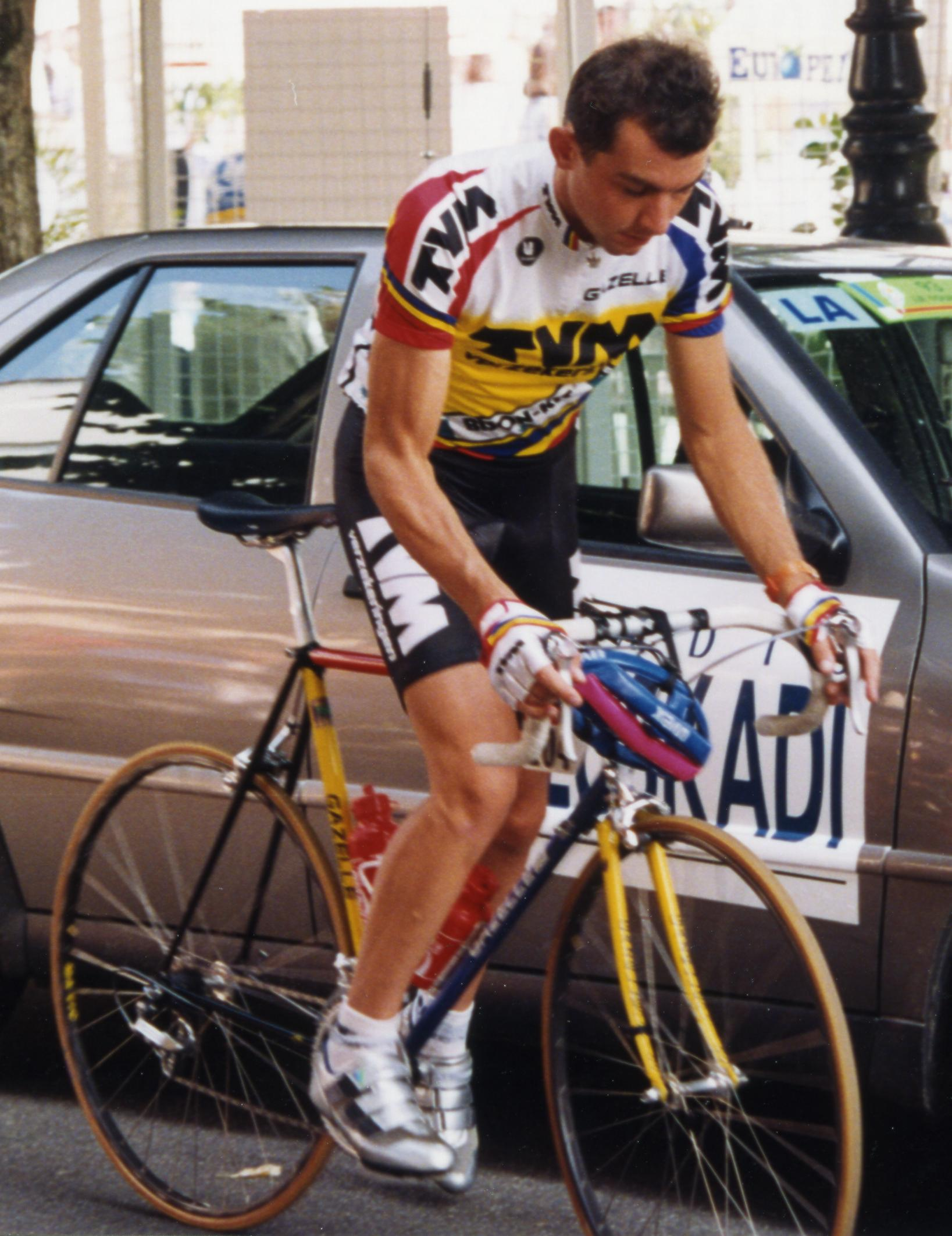
Maarten den Bakker con la divisa bianco-giallo-rosso-blu della TVM (usata dal 1991 al 1998)

La squadra fu creata nel 1986 e prese il nome dallo sponsor, la TransVeMij, agenzia di assicurazioni olandese (conosciuta dal 1988 come TVM) che per anni, prima di passare al professionismo, aveva finanziato una squadra dilettantistica. Oltre a quella di TVM, vi furono importanti sponsorizzazioni belghe, che portarono anche diversi ciclisti belgi. Per molti anni vi fu anche un importante contributo danese.
Tra il 1989 ed il 1998 la squadra venne sempre invitata al Tour de France, ottenendo diversi successi di tappa soprattutto con il velocista Jeroen Blijlevens. Durante il Tour de France 1998 la TVM si ritirò in blocco in quanto coinvolta nel cosiddetto Scandalo Festina. Nel 1993 e il 1997 chiuse invece al terzo posto nella classifica a squadre di Coppa del mondo grazie ai numerosi specialisti delle classiche; uno di essi, Peter Van Petegem, vinse il Giro delle Fiandre in maglia TVM. Tra gli altri corridori che militarono nella TVM in questi anni vi sono gli olandesi Steven de Jongh, Servais Knaven, Steven Rooks, Gert-Jan Theunisse, i danesi Bo Hamburger e Jesper Skibby, i russi Sergej Ivanov e Dmitrij Konyšev e l'australiano Phil Anderson.
Nel 2000 main sponsor divenne la Farm Frites, azienda produttrice di patate co-sponsor nelle quattro stagioni precedenti; la TVM, che a ottobre sembrava dover divenire il nuovo secondo sponsor per la nuova stagione, decise tuttavia, nel gennaio 2000, di uscire dal mondo del ciclismo dopo 14 anni. Al termine della stagione 2000 la squadra fu dismessa definitivamente. La Farm Frites diventò co-sponsor della Domo-Farm Frites (2001-2002).

## Cronistoria

### Annuario
| Anno | Codice | Nome                            | Cat. | Biciclette  | Dirigenza |
| ---- | ------ | ------------------------------- | ---- | ----------- | --- |
| 1986 | -      | TransVeMij-Van Schilt           | -    | Zullo       | Dir. sportivi: Piet Bos, Jos Elen                                                                                        |
| 1987 | -      | TransVeMij-Van Schilt-Floorgres | -    | Zullo       | Dir. sportivi: Piet Bos (fino al 25 aprile), Jules De Wever, Henk Steevens                                               |
| 1988 | -      | TVM-Van Schilt                  | -    | Zullo       | Dir. sportivi: Cees Priem, Henk Steevens, Patrick Lefevere                                                               |
| 1989 | -      | TVM-Van Schilt                  | -    | Zullo       | Dir. sportivi: Cees Priem, Henk Steevens, Walter Verlee                                                                  |
| 1990 | -      | TVM-Van Schilt                  | -    | Zullo, Kirk | Dir. sportivi: Cees Priem, Henk Steevens, Walter Verlee                                                                  |
| 1991 | -      | TVM-Sanyo                       | -    | Zullo       | Dir. sportivi: Cees Priem, Guido Van Calster, Walter Verlee                                                              |
| 1992 | -      | TVM-Sanyo                       | -    | Zullo       | Dir. sportivi: Cees Priem, Guido Van Calster, Walter Verlee                                                              |
| 1993 | TVM    | TVM-Bison Kit                   | -    | Gazelle     | Dir. sportivi: Cees Priem, Guido Van Calster, Walter Verlee, Piet Bos                                                    |
| 1994 | TVM    | TVM-Bison Kit                   | -    | Gazelle     | Dir. sportivi: Cees Priem, Guido Van Calster, Walter Verlee, Piet Bos                                                    |
| 1995 | TVM    | TVM-Polis Direct                | -    | Gazelle     | Manager: Cees Priem Dir. sportivi: Guido Van Calster, Walter Verlee, Piet Bos, Ad Wijnands                               |
| 1996 | TVM    | TVM-Farm Frites                 | -    | Gazelle     | Manager: Cees Priem Dir. sportivi: Guido Van Calster, Walter Verlee, Piet Bos, Ad Wijnands                               |
| 1997 | TVM    | TVM-Farm Frites                 | -    | Gazelle     | Manager: Cees Priem Dir. sportivi: Guido Van Calster, Walter Verlee, Piet Bos, Ad Wijnands, Hendrik Redant               |
| 1998 | TVM    | TVM-Farm Frites                 | -    | Gazelle     | Manager: Cees Priem Dir. sportivi: Guido Van Calster, Walter Verlee, Piet Bos, Hendrik Redant                            |
| 1999 | TVM    | TVM-Farm Frites                 | GSI  | Gazelle     | Manager: Cees Priem Dir. sportivi: Guido Van Calster, Walter Verlee, Piet Bos, Hendrik Redant                            |
| 2000 | FAR    | Farm Frites                     | GSI  | Koga Miyata | Manager: Jacques Hanegraaf Dir. sportivi: Guido Van Calster, Walter Verlee, Hendrik Redant, Teun Van Vliet, Johan Capiot |

### Classifiche UCI
| Anno | Classifica | Pos. | Migliore cl. individuale |
| ---- | ---------- | ---- | ------------------------ |
| 1995 | -          | 10º  | Jelle Nijdam (49º)       |
| 1996 | -          | 14º  | Bo Hamburger (57º)       |
| 1997 | -          | 7º   | Laurent Roux (37º)       |
| 1998 | -          | 14º  | Peter Van Petegem (17º)  |
| 1999 | GSII       | 9º   | Peter Van Petegem (20º)  |
| 2000 | GSII       | 14º  | Peter Van Petegem (22º)  |

## Palmarès

### Grandi Giri
- Giro d'Italia

Partecipazioni: 9 (1987, 1989, 1990, 1991, 1995, 1996, 1998, 1999, 2000)
Vittorie di tappa: 6
1989: 2 (Phil Anderson, Jesper Skibby)
1990: 1 (Phil Anderson)
1998: 1 (Laurent Roux)
1999: 2 (2 Jeroen Blijlevens)
Vittorie finali: 0
Altre classifiche: 1
1990: Intergiro (Phil Anderson)
- Tour de France

Partecipazioni: 11 (1989, 1990, 1991, 1992, 1993, 1994, 1995, 1996, 1997, 1998, 2000)
Vittorie di tappa: 10
1991: 2 (2 Dmitrij Konyšev)
1992: 1 (Rob Harmeling)
1993: 1 (Jesper Skibby)
1994: 1 (Bo Hamburger)
1995: 1 (Jeroen Blijlevens)
1996: 2 (Jeroen Blijlevens, Bart Voskamp)
1997: 1 (Jeroen Blijlevens)
1998: 1 (Jeroen Blijlevens)
Vittorie finali: 0
Altre classifiche: 0
- Vuelta a España

Partecipazioni: 10 (1991, 1992, 1993, 1994, 1995, 1996, 1997, 1998, 1999, 2000)
Vittorie di tappa: 14
1991: 2 (2 Jesper Skibby)
1993: 1 (Dag-Otto Lauritzen)
1994: 1 (Bart Voskamp)
1995: 2 (Jesper Skibby, Jeroen Blijlevens)
1996: 1 (Jeroen Blijlevens)
1997: 2 (Lars Michaelsen, Bart Voskamp)
1998: 2 (2 Jeroen Blijlevens)
1999: 2 (Jeroen Blijlevens, Serhij Ušakov)
2000: 1 (Jans Koerts)
Vittorie finali: 0
Altre classifiche: 0

### Classiche monumento
- Giro delle Fiandre: 1

1999 (Peter Van Petegem)

### Campionati nazionali
- Campionati belgi: 1

In linea: 1993 (Alain Van den Bossche)
- Campionati olandesi: 7

In linea: 1988 (Pieters); 1992 (Hoffman); 1995 (Knaven); 1996 (den Bakker)
Cronometro: 1994 (Steven Rooks); 1999 (Bart Voskamp)
- Campionati russi: 3

In linea: 1998, 1999, 2000 (Sergej Ivanov)
- Campionati svizzeri: 2

Cronometro: 1995 (Roland Meier)